# Carlik Jones
Carlik Anthony Jones (Cincinnati, 23 de dezembro de 1997) é um jogador norte-americano, naturalizado sul-sudanês, de basquete profissional que joga atualmente no Partizan Belgrado que disputa a Liga ABA, EuroLiga e KLS (Sérvia).
Jones joga pela seleção do Sudão do Sul, à qual se juntou a partir da Copa do Mundo de Basquetebol Masculino de 2023.
Ele jogou basquete universitário na Radford University e na Universidade de Louisville.

## Início da vida e carreira no ensino médio
Jones cresceu em Cincinnati, Ohio e frequentou a Aiken High School. Em sua terceira temporada, ele foi nomeado para a Terceira-Equipe da Division IV e para a Primeira-Equipe da Cincinnati Metro Athletic Conference após ter médias de 12,5 pontos, 5,7 rebotes e 5,1 assistências. Em 12 de novembro de 2015, Jones assinou uma carta de intenção para jogar basquete universitário pela Radford University. Em seu último ano, Jones teve médias de 22,3 pontos e seis assistências e foi nomeado o Jogador do Ano da Divisão IV pelo Cincinnati Enquirer. Ele levou a equipe a um campeonato regional e a quatro finais estaduais.

## Carreira universitária
Ele se tornou titular como calouro e foi nomeado como Calouro do Ano da Big South Conference após ter médias de 11,8 pontos, 3,9 rebotes e 3,1 assistências. Ele fez uma cesta de três pontos com dois segundos restantes contra Liberty na final da Big South Conference para enviar Radford para o Torneio da NCAA.
Em sua segunda temporada, ele foi nomeado para a Primeira-Equipe da Big South após ter médias de 15,7 pontos, 5,2 rebotes e 5,8 assistências. Jones foi escolhido como o Jogador de Basquete Masculino do Ano da Big South Conference e foi novamente nomeado para a Primeira-Equipe da Big South. Em sua terceira temporada, ele teve médias de 20 pontos, 5,1 rebotes e 5,5 assistências. Como Jones deveria se formar em Radford no final do ano letivo de 2019-20, ele teve a opção de se transferir para outra universidade para sua última temporada de elegibilidade sem ter que ficar de fora por um ano.
Amplamente considerado uma das melhores transferências de pós-graduação disponíveis no país, Jones anunciou que havia escolhido a Universidade de Louisville para jogar sua última temporada de elegibilidade. Em 10 de abril de 2021, ele anunciou que testaria o draft da NBA, permitindo-lhe voltar para mais uma temporada devido à pandemia de COVID-19. No entanto, ele fez outro anúncio em 26 de abril, dizendo que assinaria com um agente e não usaria o ano adicional de elegibilidade em Louisville.

## Carreira profissional

### Texas Legends (2021)
Depois de não ter sido selecionado no draft da NBA de 2021, Jones se juntou ao Dallas Mavericks para a Summer League. Em 21 de agosto de 2021, ele assinou um contrato com os Mavericks. No entanto, ele foi dispensado em 15 de outubro. Em 23 de outubro, ele assinou com o Texas Legends como jogador afiliado. Em 10 jogos, ele teve médias de 20,2 pontos, 5,4 rebotes e 4,7 assistências em 30,8 minutos.

### Dallas Mavericks (2021)
Em 23 de dezembro de 2021, Jones assinou um contrato de 10 dias com os Mavericks. Jones jogou em 3 jogos pelo Dallas e teve médias de 1 rebote e 1,7 assistências em 6,4 minutos.

### Denver Nuggets (2022)
Em 1º de janeiro de 2022, após a conclusão de seu contrato de 10 dias com o Dallas, Jones assinou outro contrato de 10 dias com o Denver Nuggets .

### Retorno ao Texas Legends (2022)
Em 11 de janeiro de 2022, Jones foi readquirido pelo Texas Legends.

### Chicago Bulls (2022–Presente)
Em 26 de setembro de 2022, Jones assinou com o Chicago Bulls.
Em 16 de dezembro de 2022, Jones assinou um contrato bi-lateral com o Chicago Bulls.

## Estatísticas da carreira

### NBA

#### Temporada regular
| Ano      | Equipe   | PJ | PT | MPJ | AP   | 3P   | LL    | RT  | AS  | BR | TO | PPJ |
| -------- | -------- | -- | -- | --- | ---- | ---- | ----- | --- | --- | -- | -- | --- |
| 2021–22  | Dallas   | 3  | 0  | 6.3 | .000 | .000 | 1.000 | 1.0 | 1.7 | .3 | .0 | .7  |
| 2021–22  | Denver   | 2  | 0  | 2.0 | .500 | —    | —     | .0  | .0  | .0 | .0 | 1.0 |
| Carreira | Carreira | 5  | 0  | 4.1 | .250 | .000 | 1.000 | .5  | .8  | .1 | .0 | .8  |

### Universitária
| Ano      | Equipe     | PJ        | PT        | MPJ       | AP        | 3P        | LL        | RT        | AS        | BR        | TO        | PPJ       |
| -------- | ---------- | --------- | --------- | --------- | --------- | --------- | --------- | --------- | --------- | --------- | --------- | --------- |
| 2016–17  | Radford    | Não jogou | Não jogou | Não jogou | Não jogou | Não jogou | Não jogou | Não jogou | Não jogou | Não jogou | Não jogou | Não jogou |
| 2017–18  | Radford    | 36        | 26        | 30.4      | .413      | .305      | .767      | 3.9       | 3.1       | 1.1       | .2        | 11.8      |
| 2018–19  | Radford    | 31        | 30        | 34.2      | .463      | .247      | .758      | 5.2       | 5.8       | 1.7       | .1        | 15.7      |
| 2019–20  | Radford    | 32        | 31        | 33.0      | .488      | .409      | .814      | 5.1       | 5.5       | 1.4       | .2        | 20.0      |
| 2020–21  | Louisville | 19        | 19        | 37.5      | .402      | .321      | .815      | 4.9       | 4.5       | 1.4       | .1        | 16.8      |
| Carreira | Carreira   | 118       | 106       | 33.7      | .441      | .320      | .788      | 4.7       | 4.7       | 1.4       | .1        | 16.0      |

Fonte: